# Tony Rabatoni
Antônio Rabatoni Martins, de nome profissional Tony Rabatoni (Pirangi, 12 de março de 1927 - Porto Alegre, 29 de março de 1995) foi um cineasta brasileiro, mais conhecido por seu trabalho como diretor de fotografia.

## Biografia[1]
Vivendo na capital paulista desde 1948, fez um curso de cinema no CEC (Centro de Estudos Cinematográficos) e, através do amigo Agostinho Martins Pereira, começou a trabalhar na produtora Vera Cruz em 1950. Foi segundo assistente de direção em "Ângela" e "Nadando em dinheiro". Mais interessado pela área da fotografia, passou a acompanhar o trabalho dos fotógrafos do estúdio, como Chick Fowle, Bob Hucke e Ray Sturgess, todos com formação no cinema inglês, e com eles ganhou o apelido de Tony. 
Saindo da Vera Cruz, fez sua primeira direção de fotografia em "Queridinha do meu bairro" (1954), de Felipe Ricci, pelo pequeno Estúdio Pinto Filho, no bairro Ipiranga. Entre 1955 e 56 passou um ano nos Estados Unidos, onde fez um curso de fotografia para cinema e estagiou na Rockett Pictures.
De volta ao Brasil, e às pequenas produtoras do Bairro Ipiranga, fez direção de fotografia de filmes como "Dorinha no soçaite" (1957) de Geraldo Vietri e "Cidade Ameaçada" (1960) de Roberto Farias, além de "A morte comanda o cangaço" (1960) de Carlos Coimbra, primeiro de uma série de filmes de cangaço que teriam a sua assinatura. 
Em 1960 radicou-se no Rio de Janeiro, passando a ser um dos fotógrafos mais requisitados na primeira fase do Cinema Novo, sendo responsável pelas imagens do longa de estreia de Glauber Rocha, "Barravento" (1962) e do primeiro filme de Ruy Guerra, "Os Cafajestes" (1962). Mas, apesar dos prêmios e elogios ao "uso criativo do preto e branco" em "Os cafajestes"  - vencedor dos prêmios Saci e Governador do Estado como "melhor fotografia de filme brasileiro de 1962" -, pesou mais a polêmica com Glauber em torno da busca de uma estética própria para fotografar o sertão nordestino em "Barravento". A partir daí, os cineastas do Cinema Novo passaram a buscar fotógrafos menos influenciados pela "estética clássica europeia", como Waldemar Lima, Luiz Carlos Barreto e Dib Lutfi. 
Ainda nos anos 1960, Tony Rabatoni voltou a São Paulo para fotografar filmes sobre cangaço da Cinedistri e participar da coprodução internacional "Quero morrer no carnaval" (1962), do diretor mexicano Fernando Cortés, sua primeira fotografia a cores.  Além de fotografar, acabou assinando a codireção do drama "Vidas estranhas" (1964) com o ator e produtor Itamar Borges.
Na década de 1970, alternou trabalhos entre São Paulo e Rio, ora fotografando dramas eróticos da Boca do Lixo paulista, ora comédias do ciclo da pornochanchada carioca. Nesta época, chegou a assumir a direção de alguns filmes eróticos, além de fotografar três filmes de Teixeirinha. Nos anos 1980, mudou-se para Porto Alegre, onde fotografou alguns curtas e muitos comerciais para empresas de publicidade.
Em 1991, juntamente com Milton Barragan, escreveu o argumento da comédia musical "Gaúcho Negro", de Jessel Buss. Morreu em 1995, em Porto Alegre, de complicações decorrentes da AIDS.

## Filmografia[7]

### Como diretor
- 1984: "A doutora é boa paca"
- 1983: "Põe devagar... bem devagarinho"
- 1982: "O vale dos amantes"
- 1965: "O primeiro salto" (documentário)
- 1964: "Vidas estranhas" (co-dir. Itamar Borges)

### Como diretor de fotografia[8]
- 1990: "Causos" (curta-metragem), dir. Francisco Lima
- 1990: "Chama crioula" (curta-metragem), dir. Mario Luis dos Santos
- 1989: "Signos" (curta-metragem), dir. Luis Cabreira
- 1988: "532" (curta-metragem), dir. Aníbal Damasceno Ferreira e Enio Staub
- 1984: "A doutora é boa pacas", dir. Tony Rabatoni e Pio Zamuner
- 1984: "Shock: diversão diabólica", dir. Jair Correia
- 1983: "Põe devagar... bem devagarinho", dir. Tony Rabatoni
- 1982: "Retrato falado de uma mulher sem pudor", dir. Jair Correia e Hélio Porto
- 1982: "O Vale dos amantes", dir. Tony Rabatoni
- 1981: "Duas estranhas mulheres", dir. Jair Correia
- 1979: "Tropeiro velho", dir. Milton Barragan
- 1978: "Gaúcho de Passo Fundo", dir. Pereira Dias
- 1977: "Presídio de mulheres violentadas", dir. Luiz Castellini e Antonio Polo Galante
- 1977: "Na trilha da justiça", dir. Milton Barragan
- 1974: "Ainda agarro essa vizinha", dir. Pedro Carlos Rovai
- 1974: "As alegres vigaristas", dir. Carlos Alberto de Souza Barros
- 1974: "Uma tarde, outra tarde", dir. William Cobbett
- 1973: "Iniciação musical na reforma do ensino" (documentário), dir. Adhemar Gonzaga
- 1973: "O libertino", dir. Victor Lima
- 1968: "As três mulheres de Casanova", dir. Victor Lima
- 1968: "Vidas estranhas", dir. Tony Rabatoni e Itamar Borges
- 1967: "Cangaceiros de Lampião", dir. Carlos Coimbra
- 1967: "O anjo assassino", dir. Dionísio Azevedo
- 1965: "Lampião, o rei do cangaço", dir. Carlos Coimbra
- 1965: "O monumento" (documentário), dir. Jurandyr Noronha
- 1964: "O trabalho nas cidades" (documentário), dir. Carlos Alberto de Souza Barros
- 1964: "Asfalto selvagem", dir. J. B. Tanko
- 1963: "Os vencidos", dir. Glauro Couto
- 1962: "Barravento", dir. Glauber Rocha
- 1962: "Quero morrer no carnaval", dir. Fernando Cortés
- 1962: "Os cafajestes", dir. Ruy Guerra
- 1961: "A morte comanda o cangaço", dir. Carlos Coimbra
- 1960: "Cidade ameaçada", dir. Roberto Farias
- 1960: "Brasil maravilhoso" (documentário), dir. José Pinto Filho [9]
- 1957: "Dorinha no soçaite", dir. Geraldo Vietri
- 1957: "Um marido barra-limpa", dir. Luís Sérgio Person
- 1955: "A um passo da glória", dir. José Pinto Filho
- 1955: "Aì vem o General", dir. Alberto Attili  [10]
- 1954: "Queridinha do meu bairro", dir. Felipe Ricci